# Георг фон Бекеші
Георг фон Бекеші (англ. Georg von Békésy, угор. Békésy György; 3 червня 1899, Будапешт — 13 червня 1972, Гонолулу) — угорсько-американський фізик, лауреат Нобелівської премії з фізіології або медицини 1961 року.

## Життєпис
Народився 3 червня 1899 в Будапешті, в сім'ї дипломата. Старший Бекеші працював у низці європейських країн, тому початкову освіту Георг здобув в школах Мюнхена, Константинополя, Будапешта і Цюриха. У 1916 році вступив до університету Берна. У 1918 році пішов в армію, після чого відновив навчання вже в Будапештському університеті. У 1923 році захистив докторську дисертацію. Після закінчення університету служив у Міністерстві поштового зв'язку до 1946-го року. Рік стажувався в Центральній лабораторії Siemens і Halske A.G. (Берлін), яка вважалася у той час одним з основних центрів розвитку телекомунікацій.
Його робота в дослідницькій лабораторії Міністерства зв'язку полягала в удосконаленні щойно встановленого в Угорщині міжнародного телефонного зв'язку. Швидко йому вдалося встановити, що слабкою ланкою є телефонні мембрани, вони сильно спотворюють сигнали. Бекеші почав вивчати будову людського вуха і незабаром став завсідником місцевих моргів, був присутній при розтинах. До середини 1920-х років будова вуха була вже добре вивчена. Головним завданням, що стояло перед ученим, було рішення чисто механічного питання, як вібрує основна мембрана під дією звукового тиску на барабанну перетинку. У той час вважалося, що механічні властивості тканин вуха після смерті міняються дуже швидко, внаслідок чого виглядало неможливим вивчати властивості внутрішнього вуха на трупах. Бекеші показав, що всі зміни, що відбуваються у внутрішньому вусі, пов'язані із зневодненням, тобто, можна вивчати механічні властивості внутрішнього вуха, помістивши його у вологе середовище.
Існували чотири теорії сприйняття вухом звуків різної висоти. Перша стверджувала, що звук викликає коливання однієї ділянки мембрани; згідно з другою теорією, звук генерував хвилю, що бігла; третя теорія теж наполягала на хвилі, але передбачалося, що хвиля стояча і, нарешті, прихильники четвертої теорії вважали, що коливається вся мембрана.
Досліди Бекеші показали, що правильні припущення є майже у всіх теоріях.
Він розробив модель мембрани з гуми, на якій наочно продемонстрував, що коливання мембрани відбуваються за типом хвилі, яка біжить. Хвиля певної частоти примушує вібрувати всі ділянки мембрани, але одна вібрує сильніше за інші. Чим вища частота звуку, тим ближче до середнього вуха розташована вібруюча ділянка. По слухових нервах інформація надходить у головний мозок, що дозволяє розпізнавати звуки різної висоти.
У 1939 році він став професором на кафедрі експериментальної фізики в Будапештському університеті. У 1946 році емігрував до Швеції, де протягом року працював у Каролінському інституті та Технічному інституті в Стокгольмі. У цей час він створив новий тип аудіометра.
У 1947 році виїхав у США, де продовжив дослідження в лабораторії Гарвардського університету. Як наслідок, йому вдалося побудувати механічну модель внутрішнього вуха. Наприкінці 1950-х років він повністю відтворив картину біомеханіки вушної раковини, що значно просунуло вперед отохірургію, дозволивши хірургам імплантувати штучні барабанні перетинки.
У 1961 році Бекеші отримав Нобелівську премію з фізіології і медицини «за відкриття фізичних механізмів стимуляції у вушній раковині».
Починаючи з 1966 року й до кінця життя працював у Гавайському університеті.
Крім Нобелівської премії був удостоєний премії Денкера в отології (1931), премії Шамбау в отології (1950), медалі Лейбніца Берлінської академії наук (1937), нагороди Академії наук Будапешта (1946), медалі Говарда Кросбі Воррена товариства психологів-експериментаторів (1955), золотої медалі Американського отологічного товариства (1957), золотої медалі Акустичного товариства Америки (1961).
Почесний доктор університетів Мюнстера і Берна.
Помер Бекеші 13 червня 1972 в Гонолулу.

## Вибрані праці
- Experiments in Hearing. N-Y: McGrow-Hill
- Sensory Inhibition. Princeton, NJ: Princeton University Press, 1967